# Danske Spil
-Danske Spil (oprindelig Dansk Tipstjeneste) blev stiftet i 1948 som følge af vedtagelsen af "Lov om tipning", og lancerede sit første spil i 1949. Siden har firmaet udbudt spil til danskerne.
I begyndelsen var det med tipning som eneste spil, men fra 1989 og frem er der både som følge af en lovændring og som følge af den teknologiske udvikling og stigende efterspørgsel kommet en bred vifte af spil hos Danske Spil. I dag er Lotto det klart største spil.
Danske Spil har monopol på størstedelen af pengespil i Danmark, men i foråret 2009 fortalte skatteminister, Kristian Jensen (V), at der var planer om at liberalisere det danske spillemarked, hvilket ville give internationale bookmakere lov til at udbyde spil målrettet danskerne. Planerne om en liberalisering var en følge af en kompleks sammenhæng mellem størrelsen på Danske Spils overskud, EU-lovgivningen og det faktum, at den danske spillelov ikke blev overholdt.
Danske Spil afleverer hvert år sit overskud til syv forskellige ministerier efter en lovbestemt og fastlagt fordelingsnøgle, og pengene går til en masse forskellige danske kultur- og foreningstilbud. Også den danske eliteidræt er i meget høj grad støttet af disse penge fra Danske Spil, som bliver kaldt udlodningsmidler (oprindelig tipsmidler).
Den danske stat ejer 80 procent af aktierne i Danske Spil, mens Danmarks Idræts-Forbund og Danske Gymnastik- & Idrætsforeninger hver ejer 10 procent. De to store idrætsorganisationer er også de to største enkeltmodtagere af overskuddet, da de hver får omkring 250 millioner kroner årligt.
Nikolas Lyhne-Knudsen er administrerende direktør i Danske Spil. Det har han været siden oktober 2020, hvor han overtog efter Susanne Mørch Koch, der havde været administrerende direktør i Danske Spil siden 2017.
Danske Spil gav i 2017 2,674 milliarder kroner tilbage til det danske samfund i form af koncernens overskud.
Danske Spil fokuserer på to typer spil: Videnspil og heldspil.
Vidensspil er for eksempel Tips, Oddset, Måljagt og Dantoto, der er spil på hestesport.
Heldspil er talspil som for eksempel Lotto, Joker og Quick-skrabespillene.
Danske Spil er delt op i et Danske Spil A/S og to datterselskaber. Danske Licens Spil og Danske Lotteri Spil.
Danske Licens Spil udbyder alle de konkurrenceudsatte spil, såsom: Tips, Oddset, eOddset, Casino, Poker, Bingo og Dantoto.
Danske Lotteri Spil udbyder alle de monopoliserede spil, såsom: Lotto, Vikinglotto, Eurojackpot, Keno og Quick.

## Fordelingen af en spillekrone
Når der spilles hos Danske Spil, går pengene til driftsomkostninger, præmier, statsafgifter og forhandlerprovision. Overskuddet derefter bliver til udlodningsmidler (tipsmidler).
En spillekrone fordeles således[kilde mangler]:
- 60,1% Præmier
- 14,5% Overskud (udlodningsmidler)
- 11,6% Statsafgifter
- 6,3% Forhandlerprovision
- 7,5% Administrationsomkostninger

Spillemyndigheden fører tilsyn med Danske Spil.

## Historie

### De første år
Dansk Tipstjeneste opstod efter en lang og intens debat, hvor de alvorlige følger for den danske befolknings mulighed for at spille om penge hele tiden blev vejet op mod idrætsorganisationernes behov for flere penge til den danske idræt. Helt tilbage i 1936 forsøgte Danmarks Olympiske Komité at få tilladelse til at udbyde tipning, men Danmarks Idrætsforbund var ikke med på ideen af frygt for idrættens omdømme, og derfor blev anmodningen afvist af den danske finansminister Hans Peter Hansen (A).
Et par års solidt lobbyarbejde førte dog til, at Dansk Boldspil-Unions formand Kristian Middelboe i 1939 fik overtalt Danmarks Idrætsforbunds bestyrelse til igen at søge om tilladelse til at indføre tipning. Planerne blev i første omgang henlagt i skyggen af 2. verdenskrig, men i 1946 var Danmarks Idrætsforbund klar med endnu en ansøgning om tilladelse til at give danskerne tipning.
Den socialdemokratiske regering var lydhør over for ansøgningen og fremsatte et lovforslag om at tillade tipning, men der var slet ikke flertal i Folketinget, hvor forslaget mødte stor kritik. Bekymringerne gik blandt andet på idrættens fremtid, og et par kommentarer fra debatten lød:

Det jeg er mest bange for ved denne tipning er, at man støtter rekordjageriet og de rekordidioter, der ikke tænker paa andet end at naa en centimeter højere en anden.

Og i lidt samme retning frygtede et andet medlem at tipning ville føre til:

ensidighed i træningen, klubfanatisme og primadonnanykker.

Bekymringerne i Folketinget blev dog overdøvet af folkestemningen, og blandt andet en demonstration på Rådhuspladsen i København med 20.000 idrætsfolk fra mange forskellige idrætsforbund til støtte for regeringen og tipningen fik vendt situationen, og tipsloven blev vedtaget.

### Stiftet som aktieselskab
21. juli 1948 blev Dansk Tipstjeneste A/S stiftet, og 16. august samme år fik selskabet bevilling til at udbyde tipning. Aktieselskabet blev stiftet med en kapital på 250.000 kroner. Staten bød ind med 200.000 kroner, mens Danmarks Idrætsforbund og De Danske Skytte-, Gymnastik- og idrætsforeninger hver tegnede sig for 25.000 kroner. Den første administrerende direktør blev Svend Halvorson, der kom fra en stilling som kontorchef i skattedepartementet. Virksomheden havde adresse på Kronprinsessegade.

### Den første tipskupon
Et lille år senere var den allerførste tipskupon på banen. 9. maj 1949 blev de 12 første tipskampe afviklet, og et stykke danmarkshistorie var født. Der var masser af debatter om konsekvenserne ved det nye spil, som var genstand for mange undersøgelser, og som fik skyld for et utal af forseelser af varierende alvor.
I 1950 kom det første regnskab fra det nye spilleselskab, og det viste en omsætning på 67 millioner kroner. Danskerne havde taget tipningen til sig. Tipperne afleverede dengang en kupon med tre fløje bestående af karbonpapir. Der skulle trykkes til, så tegnene kunne ses på alle tre kuponer, og de to af dem afleverede tipperne til forhandleren senest onsdag, mens den tredje kopi kom med tipperen hjem, så han eller hun kunne se og huske sine tipstegn.
Hver tipper måtte højest spille for den fyrstelige sum af 48 kroner om ugen – rækkeprisen var 25 øre – og der var også et loft over gevinstens størrelse, så hver spiller maksimalt måtte vinde 50.000 kroner om ugen. Kuponen bestod i begyndelsen af otte tipsrækker med hver 12 kampe, og der var gevinst til rækker med 12, 11, 10 og ni rigtige tegn.

### Det gik ud over hygiejnen
Efter et halvt års tid med tipning var det til for en Gallupundersøgelse, som i december 1949 viste, at kun 4 procent af tipperne gav afkald på andre ting for at kunne tippe. Tobak, biografbesøg og brød til kaffen blev ofret for tipningens skyld, mens en enkelt deltager i undersøgelsen pegede på, at han gik mindre i bad som følge af tipningen.
Og den lidet badende person var ikke alene. Allerede 12. november 1949 var Information ude med historien: ”Den stigende Tips-omsætning har også bevirket, at Renligheden er blevet mindre. Besøgene er gået ned paa Badeanstalterne, og det kan naturligvis kun skyldes, at Folk tipper for de Penge, de tidligere brugte til at blive vasket for!"
Tipningens kernepublikum bestod i starten af vidende og entusiastiske spillere, der med stort begær diskuterede ugens kupon og fulgte med i alt, der kunne have betydning. Da der dengang ikke var LynLotto at spille, måtte de spilleglade uden den store interesse for fodbolden ty til spil uden videre begrundelse. De blev kaldt sypigetippere.

### Ny tipslov med løsere rammer
Allerede i 1956 måtte der ændringer af tipsloven til. Det blev tilladt at tippe et ubegrænset antal rækker hver uge, og loftet for præmierne blev hævet fra 50.000 kroner til 100.000 kroner. I samme lovændring blev det tilladt for Dansk Tipstjeneste at reklamere i beskedent omfang for tipning.
I 1960 flyttede Dansk Tipstjeneste til nye og større lokaler på Lersø Parkallé, og det betød, at de mange indleverede kuponer nu blev fotograferet over på mikrofilm, så tipperne blot behøvede at sætte tegnene én gang. Og i 1966 blev kuponerne så udvidet fra otte rækker til at indeholde 10 rækker.
Tipningen var nu en integreret og velkendt del af danskernes hverdag, og magasinet Tipsbladet, der blev stiftet i forbindelse med tipningens indførelse, gjorde en stor indsats for at gøre danskerne klogere på tipningens mange muligheder. Særligt systemspil blev der fortalt om, og da de ofte indeholdt mange rækker og dermed blev en bekostelig affære, var det også i disse år, at de første tipsklubber så dagens lys.
I tipsklubberne kunne to, tre eller flere tippere være sammen om at skyde penge i et systemspil, og ud over den øgede gevinstchance gav det også en social dimension til tipningen. I disse år brugte mange hvert et ledigt øjeblik – og nok også nogle af de ikke ledige – på arbejdspladserne til at diskutere den kupon, der var afviklet i den overståede weekend, og den kupon, der ventede i den kommende. Hvilke tegn ville være de helt rigtige til at opnå den jagtede tolver?

### Tipslørdag og travlhed
Tipningen blev mere og mere populær op gennem tresserne og halvfjerdserne. Små justeringer kom til – i 1975 kom den første kupon med 13 kampe på gaden – og fra 1969 begyndte DR at vise tipslørdag med en kamp fra tipskuponen på programmet. Det var også med til at øge populariteten, og på Tipstjenesten fik man travlt. De mange indleverede kuponer blev kontrolleret af ”kupon-damer”, og de fik sværere ved at følge med. I 1973 begyndte Tipstjenesten sideløbende med kupondamernes kontrol at undersøge kuponer maskinelt også.
I 1985 flyttede Dansk Tipstjeneste fra Lersø Parkallé til helt nybyggede ejendomme i Brøndby. Her var der endnu bedre plads, og den dag i dag ligger virksomheden på samme adresse.

### Lotto kommer til
Der blev god brug for den megen plads på den københavnske vestegn, for i 1988 fik Dansk Tipstjeneste tilladelse til at udbyde Lotto, og derfra gik det stærkt. 7. oktober 1989 havde Lotto premiere og i den første uge blev der omsat for 12 millioner kroner, og det tal fortsatte med at stige i de kommende år. Sypigetipperne flyttede i stor stil fra tipskuponer udfyldt i blinde til Lottokvitteringer, der gav mulighed for at vinde mange millioner kroner.
Den allerførste trækning gav dog ingen millionærer, men allerede i anden uge af Lottos levetid blev en række med de syv rigtige vindertal belønnet med 2.784.258 kroner.[kilde mangler]

### Fuld fart på halvfemserne
Året efter, 18. juni 1990, kom endnu en fornyelse. Det blev muligt at spille via en online-terminal hos forhandleren, så spillerne ikke længere skulle aflevere deres spil allerede om onsdagen men nu kunne vente til lørdag. Det tog dog en rum tid, før end offlinekuponerne var endeligt aflivet, men i 1994 blev de sidste kuponer håndteret manuelt.
Halvfemserne bød på flere nyskabelser, og i 1992 kom Quick-loddet på markedet, og skrabespillene har været en fast del af udbuddet hos Dansk Tipstjeneste lige siden. Året efter blev spilleriet internationalt, da Tipstjenesten gik sammen med flere af de øvrige nordiske spilleselskaber om et fælles-nordisk Lottospil under navnet Viking Lotto. I 2001 blev det ændret til Onsdags Lotto. Inden navneændringen nåede et andet nyt spil at komme på markedet, da Joker-spillet blev en del af udbuddet hos Dansk Tipstjeneste.

### Onlinespil og måske liberalisering
9. april 2002 blev det muligt at spille Tipstjenestens produkter via internettet, og siden da er en stadigt større del af den samlede omsætning flyttet online. I 2008 var det omkring 15 procent af omsætningen, der fandt sted via hjemmesiden danskespil.dk. Ja, sådan hedder hjemmesiden, for i 2006 ændrede Tipstjenesten navn til Danske Spil.
Der kommer stadig nye produkter på hylden hos Danske Spil, og nogle af de nyeste er Bingo og Zezam, men det er endnu ikke lykkes at få poker på nettet på trods af spillets store popularitet i den danske befolkning og på trods af mange andre spiludbyderes store omsætning på spillet.

### Liberaliseringslov i 2010
I februar 2010 blev loven om en delvis liberalisering af spillemarked vedtaget Venstre, Det Konservative Folkeparti, Socialdemokraterne, Dansk Folkeparti, Socialistisk Folkeparti, Det radikale Venstre og Liberal Alliance stod bag loven, der trådte i kraft den 1. januar 2012. Liberaliseringen gjaldt i første omgang sportsvæddemål, kasino og poker, hvorimod Lotterispil, skrabespil, Bingo og spil på heste, hunde og duer i loven fra 2012 stadig var monopolspil - hvor Danske Spil har hovedmonopolet.
Danske Spil giver stadig indtægterne fra deres forretning tilbage til samfundet. Indtægterne fra monopolspillene går stadig den dag i dag til udlodningsmidlerne, mens overskuddet fra de liberaliserede spil går til staten.

### Øget liberalisering i 2018
I januar 2017 blev samtlige partier i Folketinget undtagen Enhedslisten enige om en ændring i spillelovgivningen. Ændringen betød at flere spiltyper fra 1. januar 2018 ville gå fra monopolmarkedet til at være liberaliserede spil, som flere spiludbydere kan få lov til at udbyde.
De nye spil der nu er omfattet af liberaliseringen er Bingo og væddemål på heste- og hundevæddeløb. Danske Spil udbyder fortsat Bingo og spil på hestevæddeløb, og har fra første januar 2018 også udbudt spil på hundevæddeløb.

### Sammenlægning med Klasselotteriet i 2021-22
I juli 2021 indgik et bredt flertal i Folketinget en aftale om at sammenlægge Klasselotteriet med Danske Spil.
 I pressemeddelelsen oplyses det, at begrundelsen er, at regeringen forventer at en sammenlægning kan skabe positive effekter bl.a. i kraft af en fortsat digital omstilling og udvikling af initiativer, som skal fremme ansvarligt spil og modvirke bl.a. hvidvask og ludomani.
I november 2021 fremlagde finansministeren et aktstykke, der skal give den formelle tilladelse til, at der kan arbejdes videre med planerne om sammenlægningen. Det oplyses samtidig at Klasselotteriet vil blive et helejet datterselskab under Danske Spil. Som led i processen vil statens ejerandel i Danske Spil blive øget fra 80 % til 80,95 %.

## Spilmuligheder
Lotto er et talspil, hvor spilleren skal ramme de syv rigtige vindertal ud af i alt 36 tal for at vinde førstepræmien. Er der flere spillere med de syv rigtige vindertal, deler de førstepræmiepuljen, der typisk er på mindst 10 millioner kroner.
Vikinglotto er et talspil, hvor det gælder om at ramme seks vindertal og et Vikingtal ud af 48 tal. Spillet er et samarbejde mellem Danske Spil (Danmark), Svenska Spel (Sverige), Islensk Getspá – Getraunir (Island), Norsk Tipping (Norge), Oy Veikkaus (Finland) og Eesti Loto (Estland) og Letland.
Joker Lørdag og Joker Onsdag er to tillægsspil, der kan købes sammen med andre af Danske Spils produkter. Det kan være sammen med Lotto, Vikinglotto eller Eurojackpot. Spilleren køber minimum to rækker med hver syv tal, og dernæst bliver der trukket en syvcifret vinderrække til Jokerspillet.
Oddset er Danske Spils samlede betegnelse for en række forskellige spil, der alle har det til fælles, at de hører under betegnelsen sportsspil.
Den Lange er typisk væddemål på enten holdsport eller singlesport. Tirsdag og fredag kommer der et nyt program for den kommende periode med 256 forskellige væddemål af mange forskellige slags. Størstedelen af spillene går ud på at sige, hvem der vinder en given sportskamp, eller om den ender uafgjort.
Matchen er overvejende spil på fodboldkampe, hvor der er sat odds på de forskellige resultater en fodboldkamp kan ende med. Der er også odds på, hvem der scorer kampens første mål, ligesom det er muligt at spille et spil, der hedder halvleg/fuldtid, hvor spilleren skal ud fra 1X2 skal sige, hvad stillingen er ved halvleg og ved fuldtid.
For eksempel kan det hedde X/2, hvis man tror, at stillingen er uafgjort ved pausen, og det ender med en sejr til udeholdet.
Vinderen er spil på, hvem der vinder forskellige begivenheder. Det kan for eksempel være, hvem der bliver dansk mester i fodbold, eller hvem der vinder en bestemt begivenhed som for eksempel et Folketingsvalg.
Måljagt går ud på at forudsige – tippe – slutstillingen (målscoringen) i tre udvalgte idrætskampe. Spillet har primært fodbold- eller ishockeykampe på kuponen.
Oddset Live giver mulighed for at spille på sportskampe eller andre begivenheder, mens de sker. Spilleren kan følge begivenheden undervejs og placere sine væddemål for eksempel på, hvem der scorer kampens næste mål.
Resultatet er et spil, hvor det gælder om at forudsige de to involverede holds endelige målscore. For eksempel kan man spille på, at det danske fodboldlandshold vinder 2-1 over Sverige, og hvis man tør satse, kan man kombinere spillet med for eksempel, at det tyske fodboldlandshold skal tabe 1-0 til Andorra.
Quick er en stribe forskellige skrabespil. På skrabeloddet findes et eller flere felter, som spilleren skal skrabe fri, og så fremkommer en række beløb eller symboler, der måske eller måske ikke berettiger til en gevinst.
Bingo Online er et talspil bestående af 75 numre, og i hvert spil udtrækkes et givent antal numre. 30. oktober 2006 kunne danskerne spille Bingo på danskespil.dk. Det gav for første gang Danske Spils kunder muligheden for at spille direkte med eller måske endda mod hinanden, og som noget andet nyt fik spillerne også mulighed for at chatte med hinanden, så længe de var online på danskespil.dk.
Der er to versioner af Bingo. Der er den klassiske, hvor pladen består af fem rækker og fem søjler, og så kan man vinde på kryds og på tværs og på langs og i højden. En anden mulighed er at spille variationsbingo, hvor pladen har tre kvadranter under hinanden, og så vinder man ved at ramme fra en til fem rækker i samme kvadrant.
Det er muligt både at spille enkeltspil, hvor man spiller alene, og så bliver en eventuel gevinststørrelse afgjort af, hvor mange numre, der bliver trukket, før end man rammer Bingo. Multiplayerspillet passer bedre sammen med muligheden for at chatte med andre spillere, for her spiller man med og mod andre spillere. Det gælder simpelthen om at få bingo først, og er der flere spillere, der vinder samtidig, deler de puljen.
Zezam er en samlebetegnelse for en stribe spil, som netspillerne kan spille mod hinanden. Der er mulighed for at spille Yatzy, Ludo, Whist eller Hjerterfri.
Dantoto er en samlet betegnelse for spil på heste- og hundevæddeløb, der udbydes af Danske Spil.
Tips 13 går ud på at forudsige – tippe – resultatet i 13 udvalgte holdidrætskampe. Tips 12 er en variant af Tips 13, hvor der kun er 12 kampe på kuponen.
Keno er et talspil, hvor spilleren efter eget valg skal forudsige, hvorvidt enten 2, 3, 4, 5, 6, 7, 8, 9 eller 10 af tallene mellem 1 og 70 fremkommer i en lodtrækning, hvor 20 af tallene mellem 1 og 70 udtrækkes.

## Udlodningsmidler
Tidligere hed det Tipsmidler, men i dag hedder det Udlodningsmidler. Udlodningsmidlerne bliver bl.a. til via Danske Lotteri Spil, som er den del af Danske Spil, der udbyder monopolspillene, som hvert år sender overskuddet videre til den pulje, der bliver kaldt Udlodningsmidlerne Arkiveret 23. oktober 2017 hos  Wayback Machine. I 2020 blev det beløb på 1,334 mia. kroner. Pengene bliver via Lov om udlodning af overskud fra lotteri samt heste- og hundevæddeløb fordelt mellem seks forskellige resortministerier, der sørger for at sende pengene videre til en lang række af organisationer og institutioner i Danmark.

## Markedsføring
Et af de meget store kritikpunkter mod Danske Spil er deres omfattende markedsføringsbudget. Kritikere hæfter sig ved, at Danske Spil er sat i verden af staten til at regulere og minimere omfanget af spilafhængige i Danmark – kaldet ludomaner – og så falder det mange for brystet, at Danske Spil i et iøjnefaldende omfang reklamerer for deres produkter.
Før liberaliseringen var det kun Danske Spil, der måtte reklamere i danske medier, men med ændringerne i spilloven fra 2012 må alle spiludbydere med dansk spillicens reklamere i Danmark
Danske Spil har haft en række meget i øjnefaldene reklamer, blandet andet et Oddset-universet med en blond pige ved navn Janni, der undrer sig over sportsverdenens mange indforståede udtryk har vakt opmærksomhed og vundet et hav af reklamepriser. Janni blev efterfulgt af en Oddset-pigen Kath, men i oktober 2016 bekendtgjorde Danske Spil at de ikke længere vil have en Oddset-pige som frontfigur

## Internationalt samarbejde
Danske Spil samarbejder med en stribe andre nationale spilleselskaber, hvilket for eksempel har givet spillet Vikinglotto(oprindelig Viking Lotto) og Eurojackpot, og samarbejdet går også i stigende grad ud på at forhindre aftalt spil i sport. Spilleselskaberne kan på denne måde orientere hinanden, hvis de opdager, at der er urent mel i posen i forbindelse med forskellige begivenheder eller kampe.
Samarbejdet er formaliseret i organisationerne, European Lottery Association (ELA) og World Lottery Association (WLA). På et mere konkret plan huser Danske Spil det internationale samarbejde GLMS (Global Lottery Manifactoring System), som overvåger irregulære spilmønstre i bl.a. fodboldkampe.

## Elite Gaming A/S
Elite Gaming startede som Dansk Automatspil A/S. Det blev stiftet den 1. januar 2001 som et datterselskab i Danske Spil A/S.
Anledningen var den nye lov for spilleautomatområdet, "Lov om gevinstgivende spilleautomater", der trådte i kraft den 1. januar 2001, og den gjorde det muligt for Dansk Spil at opstille og drive spilleautomater på de vilkår, der var gældende for alle aktører på det frie konkurrencemarked på spilleautomatområdet.
Siden 1. oktober 2012 har virksomheden heddet Elite Gaming, og den er stadig en del af Danske Spil koncernen. Selskabet er Danmarks største opstiller af gevinstgivende spilleautomater og har ca. 30 procent af markedet.
I foråret 2017 flyttede Elite Gaming fra Rødovre til et nyt domicil i Aarhus. Det nye domicil har samlet hele virksomheden, som nu ikke længere har brug for eksterne lagre rundt omkring i landet.
Elite Gaming er ligesom Danske Lotteri Spil og Danske Licens Spil datterselskaber til Danske Spil A/S og dermed en del af Danske Spil koncernen, som er 80 procent statsejet, mens Danmarks Idrætsforbund og Danske Gymnastik- og Idrætsforeninger hver ejer 10 procent.

## Swush
I juli 2015 købte Danske Spil 60 procent af aktierne i Swush.com.  
Swush.com er en af Europas førende udviklere og operatører af interaktive fantasy games baseret på virkelige begivenheder.
Siden 2012 har de været leverandør af Danske Spils populære managerspil, hvor deltagerne stiller fiktive hold af deres egne stjerner og talenter og herefter kan udfordre venner i et gruppespil for at konkurrere om, hvem der klarer sig bedst.
I forbindelse med EM i fodbold i juni 2016 havde Swush.com deltagerrekord. Flere end 200.000 deltagere satte deres eget drømmehold og konkurrerede om at blive EM’s bedste sofa-manager. Deltagerne i EMspillet var meget engagerede og brugte tilsammen mere end 100 år på at sætte deres hold.
Swush.com lancerede også et nyt spil-produkt i 2016 kaldet Lynholdet. Det er daglige managerspil, hvor deltagerne stiller et virtuelt hold og dyster på point, der svarer til spillernes virkelige præstationer, ligesom man gør på Holdet.dk. Forskellen er at det er daglige managerspil om kontante præmier, hvor deltagerne køber sig ind i puljer for et indskud. Lynholdet.dk har allerede udbetalt gevinster for mere end 1 mio. kroner til danske managers.

## Spillemyndigheden
Spillemyndigheden under SKAT fører tilsyn og kontrol med Danske Spil og det øvrige danske spillemarked. Spillemyndigheden fører tilsyn med sikkerheden omkring spillene, ved udformningen og godkendelse af spilleregler, fordelingen af præmierne samt beregningen af statsafgiften.
Endelig er det Spillemyndigheden, der behandler spillernes evt. protester over præmier.